# Lijst van nummer 1-hits in Frankrijk in 1992
Deze hits stonden in 1992 op nummer 1 in de SNEP Single Top 50, de bekendste hitlijst in Frankrijk.
| Datum        | Artiest                            | Titel                                  |
| ------------ | ---------------------------------- | -------------------------------------- |
| 4 januari    | Patrick Bruel                      | Qui a le droit... (Live)               |
| 11 januari   | Patrick Bruel                      | Qui a le droit... (Live)               |
| 18 januari   | Jean-Philippe Audin & Diego Modena | Song of ocarina                        |
| 25 januari   | Michael Jackson                    | Black or white                         |
| 1 februari   | Michael Jackson                    | Black or white                         |
| 8 februari   | Jean-Philippe Audin & Diego Modena | Song of ocarina                        |
| 15 februari  | Patrick Bruel                      | Qui a le droit... (Live)               |
| 22 februari  | George Michael & Elton John        | Don't let the sun go down on me (Live) |
| 29 februari  | George Michael & Elton John        | Don't let the sun go down on me (Live) |
| 7 maart      | George Michael & Elton John        | Don't let the sun go down on me (Live) |
| 14 maart     | George Michael & Elton John        | Don't let the sun go down on me (Live) |
| 21 maart     | George Michael & Elton John        | Don't let the sun go down on me (Live) |
| 28 maart     | George Michael & Elton John        | Don't let the sun go down on me (Live) |
| 4 april      | George Michael & Elton John        | Don't let the sun go down on me (Live) |
| 11 april     | Ten Sharp                          | You                                    |
| 18 april     | Ten Sharp                          | You                                    |
| 25 april     | François Feldman                   | Joy                                    |
| 2 mei        | François Feldman                   | Joy                                    |
| 9 mei        | François Feldman                   | Joy                                    |
| 16 mei       | François Feldman                   | Joy                                    |
| 23 mei       | François Feldman                   | Joy                                    |
| 30 mei       | François Feldman                   | Joy                                    |
| 6 juni       | François Feldman                   | Joy                                    |
| 13 juni      | François Feldman                   | Joy                                    |
| 20 juni      | Nirvana                            | Smells like teen spirit                |
| 27 juni      | Nirvana                            | Smells like teen spirit                |
| 4 juli       | Nirvana                            | Smells like teen spirit                |
| 11 juli      | Nirvana                            | Smells like teen spirit                |
| 18 juli      | Pow woW                            | Le chat                                |
| 25 juli      | Pow woW                            | Le chat                                |
| 1 augustus   | Pow woW                            | Le chat                                |
| 8 augustus   | Pow woW                            | Le chat                                |
| 15 augustus  | Pow woW                            | Le chat                                |
| 22 augustus  | Pow woW                            | Le chat                                |
| 29 augustus  | Pow woW                            | Le chat                                |
| 5 september  | Snap!                              | Rhythm is a dancer                     |
| 12 september | Snap!                              | Rhythm is a dancer                     |
| 19 september | Snap!                              | Rhythm is a dancer                     |
| 26 september | Snap!                              | Rhythm is a dancer                     |
| 3 oktober    | Snap!                              | Rhythm is a dancer                     |
| 10 oktober   | Snap!                              | Rhythm is a dancer                     |
| 17 oktober   | Jordy                              | Dur dur d'être bébé!                   |
| 24 oktober   | Jordy                              | Dur dur d'être bébé!                   |
| 31 oktober   | Jordy                              | Dur dur d'être bébé!                   |
| 7 november   | Jordy                              | Dur dur d'être bébé!                   |
| 14 november  | Jordy                              | Dur dur d'être bébé!                   |
| 21 november  | Jordy                              | Dur dur d'être bébé!                   |
| 28 november  | Jordy                              | Dur dur d'être bébé!                   |
| 5 december   | Jordy                              | Dur dur d'être bébé!                   |
| 12 december  | Jordy                              | Dur dur d'être bébé!                   |
| 19 december  | Jordy                              | Dur dur d'être bébé!                   |
| 26 december  | Jordy                              | Dur dur d'être bébé!                   |